# Belgien i olympiska sommarspelen 2016
Belgien deltog med 108 deltagare vid de olympiska sommarspelen 2016 i Rio de Janeiro. Totalt vann de två guldmedaljer, två silvermedaljer och två bronsmedaljer.

## Medaljer
| Medalj | Namn | Sport      | Gren                   |
| ------ | --- | ---------- | ---------------------- |
| Guld   | Greg Van Avermaet | Cykling    | Herrarnas linjelopp    |
| Guld   | Nafissatou Thiam | Friidrott  | Damernas sjukamp       |
| Silver | Pieter Timmers | Simning    | Herrarnas 100 m frisim |
| Silver | Belgiens herrlandslag i landhockey Arthur Van Doren John-John Dohmen Florent van Aubel Sebastien Dockier Cédric Charlier Gauthier Boccard Emmanuel Stockbroekx Thomas Briels Felix Denayer Vincent Vanasch Simon Gougnard Loïck Luypaert Tom Boon Jérôme Truyens Elliot Van Strydonck Tanguy Cosyns | Landhockey | Herrarnas turnering    |
| Brons  | Dirk van Tichelt | Judo       | Herrarnas 73 kg        |
| Brons  | Jolien D'Hoore | Cykling    | Damernas omnium        |